# فاطمة عليان
فاطمة عليان (من مواليد 1 يوليو 2000)، لاعبة مصرية رياضية بارالمبية، شاركت في مسابقات ضمن 61 كيلوغرام (134 lb) و 67 كيلوغرام (148 lb)أقواس، حيث حصلت على الميدالية الفضية في بطولة العالم لرفع الأثقال البارالمبية لعام 2023 وألعاب البارالمبية الصيفية لعام 2024.

## وقت مبكر من الحياة
فاطمة من مواليد في الجيزة، في 1 يوليو 2000.

## حياة مهنية
شاركت فاطمة في اول بطولة العالم لرفع الأثقال لذوي الاحتياجات الخاصة ، المعروفة آنذاك باسم فاطمة كوراني، في نسخة عام 2019، حيث احتلت المركز السادس. شاركت لأول مرة في الألعاب البارالمبية ضمن احداث رياضة رفع الثقل وزن 61 كجم للسيدات في دورة الألعاب البارالمبية الصيفية 2020 التي أقيمت في طوكيو باليابان، حيث احتلت المركز الرابع. بعد عدة اشهر، شاركت في حدثها في بطولة العالم لرفع الأثقال البارالمبية لعام 2021 التي أقيمت في تبليسي، جورجيا، حيث احتلت المركز الرابع مرة أخرى. في عام 2023، فازت بالميدالية الفضية في منافساتها في بطولة العالم لرفع الأثقال البارالمبية 2023 التي أقيمت في دبي، الإمارات العربية المتحدة. عادت فاطمة إلى دورة الألعاب البارالمبية الصيفية في عام 2024 التي أقيمت في باريس، حيث تنافست في وزن -67 كجم حيث احرزت الميدالية الفضية.